# Новаке
Новаке (алб. Novak) је насељено место у општини Призрен, на Косову и Метохији. Према попису становништва из 2011. у насељу је живело 88 становника.

## Становништво
Према попису из 2011. године, Новаке има следећи етнички састав становништва:
| Националност | 2011.       |
| Албанци      | 57 (64,77%) |
| Срби         | 31 (35,23%) |
| Укупно       | 88          |

| Демографија | Демографија | Демографија |
| Година      | Становника  | Становника  |
| ----------- | ----------- | ----------- |
| 1948.       | 231         |             |
| 1953.       | 262         |             |
| 1961.       | 348         |             |
| 1971.       | 421         |             |
| 1981.       | 462         |             |
| 1991.       | 450         |             |
| 2011.       | 88          |             |